# 김주대
김주대(1965년 ~ )는 대한민국의 시인이다. 1965년, 경북 상주에서 태어났다. 관념이 아닌 ‘삶’으로 시를 써온 것으로 평가받는다.

## 경력
- 1989년: ≪민중시≫ 등단
- 1990년: 시집 ≪도화동 사십 계단≫(청사) 출간
- 1991년: ≪창작과 비평≫으로 작품 활동
- 시집 ≪그대가 정말 이별을 원한다면 이토록 오래 수화기를≫(하늘땅) 출간
- 2007년: 시집 ≪꽃이 너를 지운다≫(천년의 시작) 출간
- 2009년: 시집 ≪나쁜 사랑을 하다≫(답게) 출간
- 2012년: 시집 ≪그리움의 넓이≫(창비) 출간
- 2022년: 서화집 ≪포옹≫(한길사) 출간